# Литвин, Иван Фёдорович
Иван Фёдорович Литви́н (5 октября 1930, село Бакай, Харьковская область — 6 июля 1983) — директор Бачатского угольного разреза имени 50-летия Октября ПО «Кемеровоуголь» (1964—1983). Герой Социалистического Труда (1981), лауреат Государственной премии СССР (1967).

## Биография
Родился в крестьянской семье.
С 1950 года, окончив Киевский горный техникум, работал горным мастером на Бачатском угольном разрезе. В 1956 году после окончания Высших инженерных курсов при Томском политехническом институте назначен главным инженером разреза «Свободный», с 1959 г. работал на Бачатском угольном разрезе (после слияния разреза «Свободный» с Бачатским): главным инженером, с июня 1964 по 1983 год — начальником разреза (с 1967 года — разрез им. 50-летия Октября).
Под еro руководством были разработаны и применены новые технологические приемы добычи — удлинённый гидровскрышной сезон и предварительное водонасыщение грунта. Это позволило достигнуть самой высокой производительности гидроустановок в СССР, которая составила 1,650 тыс. м³ в год. На Бачатском карьере зародилось движение за переработку горной массы в расчёте на экскаватор, что позволило повысить производительность труда по карьеру на 20 %.
Обладая прекрасными организаторскими качествами, И. Ф. Литвин успешно сочетал производственную деятельность с научной. Без отрыва от работы окончил аспирантуру и защитил кандидатскую диссертацию. Внёс значительный вклад в развитие горной науки, явился автором многих технических разработок, во многом способствовал увеличению объёмов добычи угля в Кузнецком бассейне открытым способом. Заботился об улучшении условий труда и быта горняков и их семей, под его руководством разрез вырос в крупнейшее высокомеханизированное предприятие угольной промышленности страны, а посёлок Бачатский превратился в один из самых благоустроенных в области.
В 1981 году удостоен звания Героя Социалистического Труда «за выдающиеся производственные достижения, досрочное выполнение заданий десятой пятилетки и социалистических обязательств, проявленную трудовую доблесть».
Избирался членом Беловского горкома партии, депутатом городского и поселкового Советов народных депутатов.
При Иване Фёдоровиче «Бачатский» из небольшого карьера мощностью чуть больше 300 тыс. тонн угля в год превратился в одно из самых мощных угольных предприятий страны. К 1983 году здесь добывалось уже 5 млн тонн «чёрного золота» (рост — в 16 раз). Он смог широко распространить гидротехнологию при вскрышных работах, благодаря его изысканиям удалось увеличить сезон гидротехнических работ с 5 тёплых месяцев в году до 7, то есть на 40 %.
Ушёл из жизни 6 июля 1983 года.

### Семья
Жена — Тамара Дмитриевна; экономист, главный экономист ОАО «Кемеровоуголь»; награждена медалью «Материнская доблесть».
Дети:
- Олег, директор компании «Кузбассразрезуголь», кавалер ордена «За обустройство Земли Кузнецкой». Жена — Елена Васильевна, их дети:
  - Ярослав, заместитель директора по производственным вопросам на Кедровском угольном разрезе, награждён медалью «За веру и добро»,
  - Анна.
- Юрий, начальник управления планирования горного производства УК «Кузбассразрезуголь», награждён серебряным нагрудным знаком «Шахтёрская доблесть».
- Владимир.

## Награды и звания
- Государственная премия СССР (1967; единственный лауреат-директор среди угольщиков)
- Герой Социалистического Труда (1981; единственный герой — директор разреза Кузбасса)
- два ордена Ленина
- орден Октябрьской Революции
- орден Трудового Красного Знамени
- знак «Шахтёрская слава» трех степеней.
- медаль «За особый вклад в развитие Кузбасса» 1 степени (2001, посмертно).
- звание Герой Кузбасса (январь 2014, посмертно; присвоено по инициативе губернатора Амана Тулеева).

## Память
На Бачатском угольном разрезе учрежден «Кубок Ивана Фёдоровича Литвина» для увековечения памяти И. Ф. Литвина и признания его особых заслуг в становлении предприятия и угольной отрасли Кузбасса. Кубок является переходящим и присуждается коллективу — победителю в производственном соревновании.
В 2010 году центральному бульвару посёлка Бачатский присвоено имя И. Ф. Литвина.
В Кузбасском техническом университете сегодня работает научная кафедра, которая носит его имя.